# 维亚切斯拉夫·达姆金楚鲁诺夫
维亚切斯拉夫·阿纳托利耶维奇·达姆金楚鲁诺夫（羅馬化：Vyacheslav Anatol'yevich Damdintsurunov；1977年9月21日—）是俄罗斯政治人物、职业运动员、第八届国家杜马代表。
达姆金楚鲁诺夫是一名职业运动员；1999年，他成为俄罗斯泰拳冠军。他致力于制定和实施该地区的体育政策长达13年。他还是俄罗斯国立体育、体育、青年和旅游大学前副校长。2017年，他被任命为布里亚特体育和青年政策部长。2021年，他在第八届国家杜马大会上当选布里亚特选区代表后辞职。
达姆金楚鲁诺夫已婚并育有三个孩子。

## 制裁
达姆金楚鲁诺夫于2022年因俄乌战争而受到英国政府制裁。

## 荣誉
- 祖国功勋勋章